# Chatino de Zenzontepec
Le chatino de Zenzontepec  est une langue chatino parlée dans l'État d'Oaxaca, au Mexique.

## Localisation géographique
Le parler de Zenzontepec est la langue d'environ 8 000 Chatinos qui vivent dans la région de Santa Cruz Zenzontepec, entre la ville d'Oaxaca de Juárez et la côte pacifique.

## Classification
Le Chatino de Zenzontepec  est une langue amérindienne qui appartient au groupe chatino de la famille des langues oto-mangues. Les langues chatino sont, à l'intérieur de l'oto-mangue, rattachées à la branche des langues zapotèques.